# Tanjung Medan (Kampung Rakyat)
Tanjung Medan is een bestuurslaag in het regentschap Labuhan Batu Selatan van de provincie Noord-Sumatra, Indonesië. Tanjung Medan telt 5734 inwoners (volkstelling 2010).